# Гоенциріц
Гоенциріц (нім. Hohenzieritz) — громада в Німеччині, розташована в землі Мекленбург-Передня Померанія. Входить до складу району Мекленбургіше-Зенплатте. Складова частина об'єднання громад Нойштреліц-Ланд.
Площа — 20,17 км2. Населення становить 451 ос. (станом на 31 грудня 2020).

## Галерея

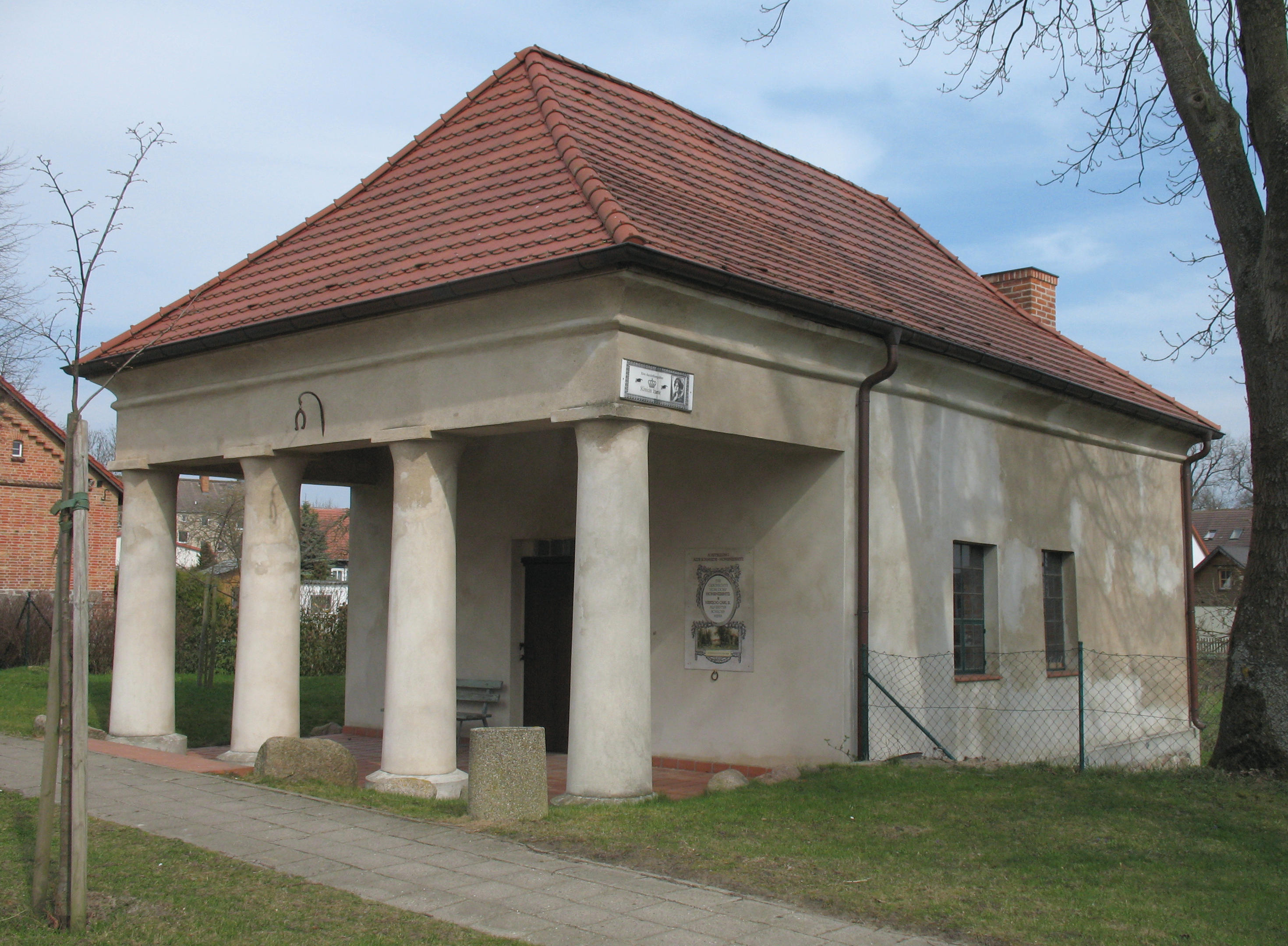
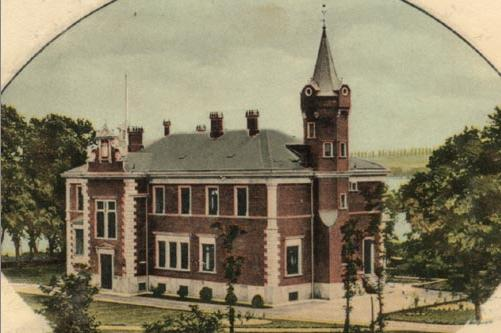
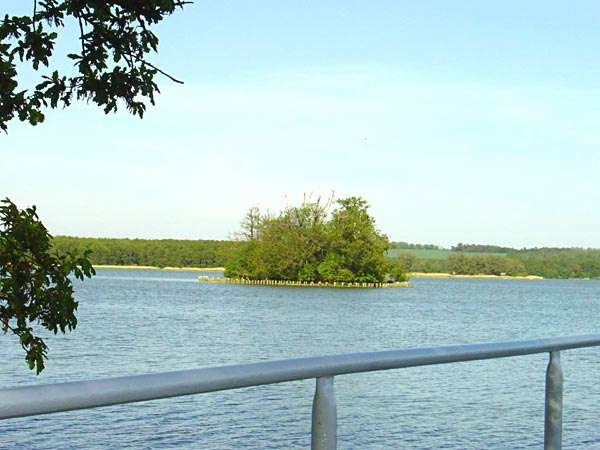